# La pelle di zigrino (film)
La pelle di zigrino (La Peau de chagrin) è un film per la televisione del 2010 di produzione franco-belga diretto da Alain Berliner, tratto dal romanzo omonimo di Honoré de Balzac.

## Trama
Parigi, 1832. Il giovane Raphaël de Valentin, un aristocratico di famiglia decaduta che coltiva ambizioni letterarie, perde al gioco il poco denaro rimastogli e medita di uccidersi gettandosi da un ponte sulla Senna. Prima di lanciarsi perde però il suo cappello a cilindro, che è raccolto da una barca di passaggio. Decide quindi di rinviare l'esecuzione del suo proposito ed entra nella bottega di un antiquario per acquistare una pistola che ha visto in vetrina. Il bottegaio, che ha indovinato le sue intenzioni, gli regala una pelle di zigrino (tratta in realtà da un onagro asiatico) con un'arcana iscrizione secondo la quale sarebbe in grado di esaudire i desideri; egli tuttavia lo mette in guardia che ad ogni desiderio realizzato la pelle si restringerà e la vita del suo proprietario si accorcerà. Raphaël accetta il dono e, pur restando scettico sui suoi poteri magici, gli chiede di avere gloria, belle donne e un sontuoso banchetto. Subito viene invitato da un suo amico a un ricevimento in cui si trova tutto quello che ha chiesto; in più, il padrone di casa annuncia che ha acquistato un giornale e intende nominare Raphaël suo nuovo redattore capo. Il giovane è esterrefatto, e chiede alla pelle di diventare ricco; viene poi contattato da un notaio che lo informa che un vecchio amico di suo padre è morto nominandolo suo erede. 
Raphaël s'installa in una lussuosa dimora e si mette a vivere dispendiosamente. Chiede alla pelle di ottenere il successo letterario e il suo libro, che era stato rifiutato dagli editori, viene pubblicato e inizia a vendersi come il pane. Si vendica anche di Fœdora, un'aristocratica franco-russa che in precedenza l'aveva respinto, svergognandola pubblicamente. Decide quindi di recuperare il pianoforte già appartenuto a sua madre, dal quale si era dovuto separare quando era in ristrettezze economiche, ma l'impiegato del monte di pietà non riesce ad aiutarlo, così chiede alla pelle di esaudire anche questo desiderio, ripromettendosi che sia l'ultimo. 
Avviene così che Raphaël incontri a teatro la giovane Pauline e suo padre, dei quali un tempo era inquilino; anche la loro situazione economica è molto migliorata, quindi Raphaël li invita a pranzo a casa sua. Pauline, per la quale Raphaël aveva nutrito un certo sentimento, gli confida di aver riscattato il pianoforte confidando che un giorno l'avrebbe riconsegnato al legittimo proprietario. In Raphaël, colpito da una tale abnegazione, l'antica passione rivampa, ma con sua costernazione constata che la pelle si è ristretta ancora di più diventando molto piccola; cerca di disfarsene gettandola in un pozzo, ma gli viene riportata. Fisicamente inizia a stare sempre peggio e a sputare sangue; comprendendo che gli rimane poco da vivere, scrive una lettera d'addio a Pauline e si reca in una stazione termale non tanto perché speri guarire, ma per morire in un ambiente gradevole. Qui però ritrova Fœdora, accompagnata dal suo amante col quale Raphaël ha un alterco, cosa che sfocia in una sfida a duello. Fœdora informa Raphaël che Pauline, dopo aver tentato il suicidio è in fin di vita; egli cerca allora di convincere il suo sfidante a rinunciare al duello, dato che ha espresso il desiderio di sopravvivergli, ma non riuscendovi lo uccide, quindi corre da Pauline. Mentre è nella sua carrozza gli appare l'antiquario, del quale aveva tentato invano di rintracciare la bottega, che lo esorta a far presto poiché alla sua amata non rimane molto tempo. Raphaël allora chiede alla pelle, che è divenuta piccolissima e gli si è saldata al polso, che Pauline abbia una vita lunga e felice. Subito Pauline, che ha appena ricevuto l'estrema unzione, si riprende. Raphaël, ormai allo stremo delle forze, viene condotto nella camera della giovane e lasciato solo con lei, che gli si concede carnalmente. Prima di spirare, Raphaël la esorta a cercare un altro amore quando non ci sarà più; la pelle di zigrino quindi sparisce.
Pauline fa visita in cimitero alla tomba di Raphaël. Non lontano c'è un giovane uomo venuto a far visita a una donna morta in giovane età, probabilmente la sua amata. Lo spirito di Raphaël si allontana soddisfatto, lasciando presagire che presto nascerà una nuova storia d'amore.

## Distribuzione
La prima visione televisiva avvenne in Belgio sul canale La Une il 24 aprile 2010 e in Francia sul canale France 2 il 22 settembre dello stesso anno.
In Italia è stato distribuito dal servizio di streaming Amazon Prime Video in lingua originale con possibilità di attivare i sottotitoli in italiano.